# Рока Санто Стефано (Л'Аквила)
Рока Санто Стефано (итал. Rocca Santo Stefano) је насеље у Италији у округу Л'Аквила, региону Абруцо.
Према процени из 2011. у насељу је живело 357 становника. Насеље се налази на надморској висини од 774 м.